# David Nykl
David Nykl (* 7. února 1967 Praha) je kanadský herec českého původu. Dnes je znám především jako Dr. Radek Zelenka z televizního seriálu Stargate Atlantis.

## Biografie
Ve dvou letech jej rodiče odvezli do Kanady, kam emigrovali po sovětské invazi do Československa. Nyklovi se usadili ve Viktorii v Britské Kolumbii, kde otec brzy našel práci jako stavební inženýr a jeho matka jako zdravotní sestra. U Davida se začaly projevovat sklony k hraní, smysl pro humor a zájem o všechny druhy umělecké realizace - televizní reklamy (Adidas), školní představení a na vánoční show hrál na piano. Byl členem herecké a dokonce taneční třídy. V posledním ročníku střední školy uspořádal a zrežíroval svou první hru: Vražedná místnost.
Nastoupil na Kolumbijskou univerzitu ve Vancouveru, kde se věnoval literatuře, divadlu a herecké třídě. Odpromoval v oboru umění a poté, co odcestoval na rok do zahraničí, několik let vystupoval na vancouverské divadelní scéně (Pacific Theatre, Vancouver Little Theatre, Vagabond Players, Metro Theatre). Brzy poté založil skupinu známou jako Ironworks Productions - spolu se skupinou přátel na Vancouverském venkovním shakespearovském festivalu: Bard na pláži. S jejich první hrou „Čekání na Godota“, která debutovala na Galiano Island BC, Nykl spolu s Ironworks poprvé objel Evropu.
Praha byla až na okraji tohoto vzestupu, jako nový „Pohyblivý svátek“. Během roku se Nykl vrátil do Prahy poté, co dostal roli v divadelním spolku Kašpar jako Attahualpa, incký bůh slunce, ve hře „Královský lov na Slunce“. Město (Praha) se hemžilo herci, spisovateli a umělci a rychle se stalo perfektním místem k zastavení. Poté, co se vrhal z jedné divadelní zkoušky do druhé, Nykl objevil skutečné zalíbení v divadlu, filmu a komerční práci. Bylo to poté, co objevil pražskou nejlépe známou anglicky mluvící divadelní společnost: „Bidu milujíci společnost“ s Richardem Tothem a Evženem McLarenem. Takto „Bídu milující společnost“ vždy vyprodala divadlo. Za čtyři roky byl Nykl přímo zapojen do více než sedmnácti produkcí: jako herec, režisér a producent. Později se vrátil do svého domácího Vancouveru, kde začal plně pracovat jako herec v televizních seriálech (třeba Stargate Atlantis), reklamách a ve filmech. Zahrál si taky v českém sitcomu, okradeného turistu, Policajti z předměstí - 4.díl.
Hrál také v jednom díle Sanctuary a jednom díle Agentury Jasno (Shawn vs. red phantom).

## Dr. Radek Zelenka
Dr. Radek Zelenka je postava českého vědce a účastníka mezinárodní expedice do města antiků Atlantidy ztvárněná Davidem Nyklem v televizním seriálu Stargate Atlantis. Mluví jako všichni v seriálu anglicky, ale občas, při rozčilení nebo jen pro sebe řekne něco česky. Je jedním z předních vědců expedice a jeho oborem se stala antická technologie. Velmi dobře ovládá systémy Puddle Jumperů, ale i ostatní antické přístroje. Je respektován ostatními vědci, dokonce i Dr. McKayem, kterému zachránil život poté, co jeden z Puddle Jumperů uvízl v bráně. Mimo to také pomohl zabezpečit město Atlantis před ničivou bouřkou. Dále objevil mechanismus otevírání hangáru Puddle Jumperů a senzory pro zkoumání hlubokého vesmíru. Bohužel nedisponuje genem antiků a gen pro ovládání některých technologií antiků se neujal ani genovou terapií. Byl nakažen nanoviry, kteří způsobují halucinace a následně smrt. Naštěstí nanoviry byly zničeny elektromagnetickým pulsem, a tak Doktor Zelenka může dál na Atlantidě objevovat nové technologie a zachraňovat životy …